# Національність
Націона́льність — те саме, що нація. Національність — категорія офіційної класифікації та пов'язаної з нею самоідентифікації громадян у багатьох державах, що стосується гаданої належності особи до певної спадкової спільноти з особливими культурними характеристиками, зокрема мовою та звичаями. У популярному вжитку такі спільноти називають «національними» (або ж «національностями»), хоча в науковому дискурсі вони мають назву «етнічних». Приналежність людини до тієї чи іншої етнічної спільноти — нації або народності, сукупність осіб однієї національної належності.
У міжнародному праві національність — це юридична ідентифікація, яка встановлює особу як суб'єкта, громадянина суверенної держави. Вона забезпечує державну юрисдикцію над особою та надає особі захист держави від інших держав.
Поняття «національність» може мати різноманітні значення: юридично-правове, політичне, етнологічне, культурологічне, повсякденно-побутове тощо.
В сучасній Україні та українській мові відбувається трансформація цього поняття у порівнянні з тим, яке воно мало значення в Російській імперії та СРСР протягом XIX — XX ст.

## Історія
Уявлення про важливість національних/етнічних спільнот виникло в європейскої філософії наприкінці XVIII століття. Протягом XIX століття низка європейських держав запровадили етнонаціональну класифікацію населення, маючи на меті з'ясувати належність індивідів до певних спільнот, щоби враховувати їхні потреби в державній політиці. Проте практики класифікації та заснованої на ній диференціації не лише з'ясовували, а й підтримували і навіть посилювали ідентифікацію індивідів із відповідними групами.

## Уявлення про національності в часи СРСР
Особливо яскраво вплив офіційної класифікації на самоідентифікації виявився в СРСР, де національність стала однією з основних характеристик особи, а етнонаціональні спільноти було наділено «власними» територіальними утвореннями. На відміну від Російської імперії та країн Східної Європи, котрі визначали національність особи за її рідною мовою (чи, в деяких випадках, релігією), радянський режим запровадив безпосереднє з'ясування національністі під час переписів населення, що мало виявити первісну етнічну належність, яка могла не відповідати поточній мовній практиці. При цьому влада встановлювала перелік національних спільнот, до яких індивіди могли визнавати себе належними, таким чином по суті створюючи деякі групи, що раніше не існували в суспільній свідомості, а деякі інші позбавляючи права на таке існування.
Хоча спочатку національність було оголошено справою особистого вибору, вже в 1930-ті роки влада фактично зобов'язала громадян декларувати ту саму національність, яку мали їхні батьки, а вибирати дозволила лише тим, чиї батьки мали різну національність. Її почали записувати в паспорті (дивіться Паспортизація населення) й інших документах, тому вона впливала на те, як держава до цієї особи ставилася, тобто які можливості надавала їй для праці, освіти, місця мешкання тощо.
На державному рівні в СРСР групова категоризація населення за ексклюзивною етнічною ознакою почалася з перепису населення СРСР 1926 року і етнонаціональність була затверджена як загальний атрибут особистості.
З моменту народження людини в СРСР дані про її етнічну (в кровному, тобто — біологічному, расовому сенсі) належність заносились в його персональні дані — Свідоцтво про народження органів ЗАГС і далі — в «картку персонального обліку» МВС) — на основі «національності» його батьків. По досягненню громадянином СРСР віку 16 років йому видавався паспорт, куди «національність» вносилась однозначно і остаточно. В разі, коли «національність» батька і матері відрізнялись, до 1974 року органи «паспортних столів» райвідділів МВС записували відповідно до національності батька. Починаючи з 1975 громадянин мав право сам обирати між національністю батька та матері. Але цей вибір, відповідно до «Закону про паспортну систему в СРСР», він мав робити тільки один раз — при отриманні ним першого громадянського паспорта СРСР, тобто при досягненні «повноліття» в 16 років. Після цього не можна було міняти свою «національність».
Найразючішим виявом дискримінації на підставі національності стали здійснені у 1930-40-х роках тотальні депортації гаданих членів низки етнонаціональних спільнот СРСР, зокрема кримських татар, німців, греків і вірмен, що мешкали в Криму.
Після розпаду СРСР більшість незалежних держав, що постали з колишніх союзних республік, певною мірою використовували національність як категорію класифікації громадян, зокрема, зберегли питання про національність в анкетах перепису населення, проте припинили її реєстрацію в особових документах.

## У сучасній Україні
В Україні зменшення суспільного значення цієї категорії виявилося в поступовому припиненні згадок про неї в публічному дискурсі та відповідно дедалі активнішому вживанні поняття «українці» не в етнічному, а в громадянському сенсі. Соціологічні опитування свідчать, що громадяни все ще переважно сприймають Н. як спадкову категорію, проте дедалі більше людей визначають свою національність за країною, в якій живуть. Переосмислення цієї категорії активізувалося після 2014 року, коли російська агресія спонукала більшість українських громадян ідентифікувати себе як українців, а поняття «росіяни» пов'язувати передусім із населенням однойменної держави.
Їнші етнонаціональні спільноти, що їх колись називали «національностями», тепер здебільшого фігурують у публічному дискурсі як «національні меншини». Таким чином, поняття «національність» великою мірою втратило суспільну значущість, а для більшості громадян, особливо народжених за часів незалежності України, воно вже не є важливою категорією самоїідентифікації.
У паспорті громадянина України інформації про національність немає. Свідоцтво про народження вже не містить дані про національність батьків, тому встановити чи довести свою національність чи етнічну приналежність в сучасній Україні на основі офіційних юридичних документів неможливо..

## У німецькій традиції
У німецькій традиції та мовному вжитку нині існують поняття:
- національність (нім. Nationalität) — належність до країни, нації, що закріплюється юридичним статусом громадянства; практично є синонімом державного підданства, громадянства (нім. Staatsangehörigkeit);
- етнічна належність (нім. Volkszugehörigkeit) — народність або належність до певної етнічної групи, так званої етнічної меншості;
- етнічне походження (нім. Volksabstammung) — етнічна належність батьків.

До німецької традиції більш повного опису особистих даних також належить уточнення, диференціація щодо країни походження (в разі еміграції), релігійної (конфесійної), а також мовної належності. «Рідна мова» зветься «материнською мовою» (нім. Muttersprache).
В персональні документи — внутрішній німецький або закордонний паспорт (нім. Personalausweis, Reisepass) вносяться дані тільки про громадянство.

## В англо-американській традиції
Етнічну належність (англ. ethnicity) необхідно[кому?] відрізняти від громадянства (англ. citizenship), що є правовими відносинами між людиною та державою, підданства, як наприклад, піддані Великої Британії (англ. British subjects) (виходить з ужитку), та належності до нації у широкому сенсі (англ. nationality), тобто до народу країни, що не має обмежень за походженням, мовою та культурою.

## Сучасні значення
- Приналежність особи до нації в сенсі етнічної групи (групи людей, які поділяють спільну етнічну самосвідомість, мову, культуру, походження, історію і т. д.). Це значення національності визначається не політичними кордонами або паспортом. Під нього підпадають країни, які не мають незалежної держави (наприклад, шотландці, валлійці, англійці, баски, курди, таміли, хмонг, ескімоси і маорі).

- Громадянство держави. Громадянство визначається на основі права ґрунту, права крові, або натуралізації, що дає юрисдикцію держави над особистістю і дає людині захист держави. Найбільш поширеними відмінними рисами громадянства є те, що громадяни мають право брати участь в політичному житті держави, наприклад, шляхом голосування або виставлянням своєї кандидатури на виборах. Термін громадянин може включати в себе як «громадян», так і «негромадян»[прояснити]. Зазвичай, це право кожної держави визначати, хто її громадяни. Такі визначення є частиною закону про громадянство. У деяких випадках визначення національності, також регулюються міжнародним публічним правом, наприклад, по договорам на безгромадянство та Європейською конвенцією про громадянство.

Фізичні особи можуть також вважатися громадянами групи з автономним статусом, якому поступається більшою мірою уряд, наприклад, визнані на федеральному рівні племена корінних американців у США. Іспанський закон визнає автономні громади Андалусія, Арагон, Балеарські острови, Канарські острови, Каталонія, Валенсія, Галісія і Країна Басків як «національності» (ісп. nacionalidades), в той час як в Італії в Південному Тіролі вони говорять німецькою мовою і вважаються австрійськими громадянами01[джерело?].
Стаття 15 Загальної декларації прав людини говорить: «Кожна людина має право на громадянство» і «Ніхто не може бути безпідставно позбавлений свого громадянства або права змінити своє громадянство».

## У Російській Федерації
Графа «національність» у внутрішньому паспорті громадянина РФ була скасована в 1997 році указом президента Росії Б. Єльцина, згідно зі статтею 19 Конституції Російської Федерації, яка гарантує дотримання принципу рівності незалежно від національної належності тієї чи іншої особи.
Також у громадян Росії, згідно з частиною 1 статті 26 Конституції РФ, лишилося право добровільно вказувати свою національність в інших офіційних документах. Громадянин може вибирати собі та вказувати будь-яку національність, яку він схоче. «Визначення своєї національної приналежності ґрунтується на принципі самоідентифікації і залежить від суб'єктивних відчуттів особистості».
Але контроль органів державної влади та внутрішніх справ за етнічним походженням громадян та їх дискримінація за національною ознакою з боку російської держави продовжують зберігатися. Так внаслідок Першої і Другої чеченських війн та інших етнічних конфліктів та усіляких акцій залякування та «зачисток» цивільного населення Північного Кавказу, МВС Росії запровадило нове поняття «Особа кавказької національності» (рос. Лицо кавказской национальности).
Згідно з масовими опитуваннями російських соціологів Центру ім. Левади, майже половина росіян (48 %) восени 2011 бажали повернення графи «національність» у паспорті.